# アイドル×戦士 ミラクルちゅーんず!
『アイドル×戦士 ミラクルちゅーんず!』（アイドルせんし ミラクルちゅーんず、英: Idol x Warrior Miracle Tunes!、ミラちゅー）は、2017年4月2日から2018年3月25日までテレビ東京系列全6局にて放送された少女向け特撮テレビドラマ。「ガールズ×戦士シリーズ」の第1弾。キャッチコピーは「ライブスタート!悪いハートをチューニング!!」。

## 概要
タカラトミーと小学館の少女向け漫画誌『ちゃお』と女児向け雑誌『ぷっちぐみ』が共同で企画したもので、LDHのバックアップのもと「テレビドラマ主役オーディション」を行った。
2016年8月、主役の3人と作品名が発表された。2017年1月17日に製作記者発表会が行われた。
パイロットの監督は総監督の三池崇史が務め、メイン監督に山口義高、その他横井健司、西海謙一郎、本作品で初監督を務める倉橋龍介が務めた。
劇中の歌とダンスの監修はEXPGが担当した。
『ちゃお』と『ぷっちぐみ』でコミカライズ連載される。
2018年1月には『魔法×戦士 マジマジョピュアーズ!』製作発表の場で三池総監督がイタリアでリメイクする事を明かしている 。

## ストーリー
人間界とは異なる世界である音楽の国。この国には持つ者に不思議な力を与える『サウンドジュエル』と呼ばれる宝物があった。これに目をつけた世界征服を企む魔王は毒毒団を率いて、音楽の国を支配し『サウンドジュエル』を奪った。魔王はこの宝物を悪に染めて『ネガティブジュエル』へ変質させ、それを拾った人々が悪に染められることとなった。これを救うべく妖精リズムズであるポップン、ロッキー、くらのすけが人間界に行き、3人のアイドルユニット『miracle2』（ミラクルミラクル）とともに、アイドル×戦士『ミラクルちゅーんず!』を結成する。世界の平和を守るため『サウンドジュエル』の力を用いたダンスや歌の力で悪を倒し、『ネガティブジュエル』を清め、元の『サウンドジュエル』に戻し、取り返していく。

## 登場人物

### ミラクルちゅーんず!

#### miracle²（ミラクルミラクル）
ラズベリーミュージック所属のアイドルグループ。芸能活動の傍ら「アイドル戦士ミラクルちゅーんず!」として魔王の野望を阻止するために戦っている。
一ノ瀬 カノン（いちのせ カノン）
演 - 内田亜紗香
主人公。miracle²のメンバーであり、ミラクルちゅーんず!の団長。おっちょこちょいだが、明るく元気な小学6年生。寮での生活ではいつも朝寝坊している。11月18日生まれ。イメージカラーはピンク。「おかげさまさま」が口癖。
神咲 マイ（かんざき マイ）
演 - 足立涼夏
miracle²のリーダー。しっかり者のトップアイドル。ミラクルちゅーんず!の中では一番お姉さん。料理のセンスに難があるが、本人はあまり自覚していない。他の二人より先にアイドル戦士として活動している。母が亡くなっているため、父子家庭で、父はウィーンに単身赴任中。中学2年生。9月23日生まれ。イメージカラーは紫。
橘 フウカ（たちばな フウカ）
演 - 小田柚葉
miracle²のメンバー。クールな天才ダンサー。両親は医師で、日本を離れて危険な地域で働いている。現在は祖父母との3人暮らしである。中学1年生。1月13日生まれ。イメージカラーは水色。好物は煎餅。「ありえない！許せない！」が口癖。

#### カリカリ
miracle²の最大のライバルグループ。アメリカで人気を博していた。日本進出後はmiracle²と同じラズベリーミュージック所属となる。グループ名の由来は、2人とも名前が「カリ」で終わることから。
第14話でmiracle²の代わりに毒毒団に立ち向かい、その際に覚醒し2人同時にミラクルちゅーんず!の一員になり、またmiracle²にも新メンバーとして加入した。英語交じりの言葉を話すなど当初はアメリカ出身であると思われていたが、第30話で天女利（あめり）村という港町の出身であることが明らかになった。
白鳥 アカリ
演 - 薄倉里奈
ヒカリの姉。負けず嫌いで時には厳しい発言をすることもあるが、根は仲間思い。中学1年生。4月2日生まれ。イメージカラーは金色。　ミミズが大嫌い。
白鳥 ヒカリ
演 - 西山未桜
アカリの妹。プロ意識が非常に高いが、プライベートではかなりのマイペース。中学1年生。3月28日生まれ。イメージカラーは銀色。

### miracle²の関係者
柚原 真弓（ゆずはら まゆみ）
演 - 小野真弓
miracle²のマネージャー。miracle²を温かく見守っている。元アイドルで、アイドル戦士でもあった。
コジロー
演 - 大鶴佐助
miracle²のメイクアップを担当。普段はオネエキャラだが、実は元不良でキレると別人のように恐ろしくなる。
鈴原 雪江（すずはら ゆきえ）
演 - 雛形あきこ
miracle²を世話をする寮母。「ミラクルしちゃいな！」が口癖。実は音楽の国の妖精だったことが最終話で明かされた。本来の姿は非常に小さい。
澤登 和也（さわのぼり かずなり）
演 - 匠
miracle²の音楽プロデューサーを担当。

### 音楽の国
音楽の女神
演 - 舞羽美海
音楽の国を統治する女王。その正体はマイの母親が死後に「音楽を愛する心」によって転生した姿である。

#### 妖精リズムズ
ポップン
声 - 日野まり
カノンの相棒である妖精。ポップ・ミュージックが好きなピンク色のリズムズ。語尾に「〜プン」をつけて話し、「ブラボーだプン！」が口癖。
ロッキー
声 - 平口茉悠子
マイの相棒である妖精。ロックが好きな紫色のリズムズ。荒っぽい口調で話し、「ロックだぜ！」が口癖。
くらのすけ
声 - 森優子
フウカの相棒である妖精。クラシック音楽が好きな水色のリズムズ。丁寧な口調で話し、「エクセレントでございます！」が口癖。
アルム
声 - 吉元れいか
アカリの相棒である妖精。女神様を警護する金色のリズムズ。お嬢様のような口調で話す。
ソプラ
声 - 森永千才
ヒカリの相棒である妖精。女神様を警護する銀色のリズムズ。語尾に「〜の」をつけて話す。

### 闇の世界
魔王
演 - ジェームス・ジラユ
闇の世界の王。第1話でクリスタルメロディボックスを破壊し、音楽の国を支配した張本人。女神の力で封印されていたが、クリスタルジュエルボックスが復元されたと同時に封印を破り復活。新たな魔物を生み出して人々から「音楽を楽しむ心」を奪い始める。
ミラクルちゅーんず!によって浄化され消滅したと思われたが、最終回にて実は復活しており毒毒団のメンバーと共に「ワクワク団」としてアイドル活動を行っていることが明かされた。
ウノー/サノー
演 - 把瑠都
魔王の力で新たに誕生した二人組の巨漢の魔物。ヘッドギアに、それぞれ「うのう」「さのう」と書かれている。音楽の国に通じる鏡を破壊し、さらにスーパーネガティブジュエルを東京近郊にばらまいた。ウノーはパワーで、サノーは瞬間移動でミラクルちゅーんず!を苦しめたが、ファイナルモードに変身したミラクルちゅーんず!の5人に『クリスタルチューンアップ』でチューンされたことで正体を現した。正体はウノーが亀、サノーが兎。

#### 毒毒団
魔王配下の三人組。ネガティブジュエルを使って、特定の人間を怪人状態に変え、街を混乱に陥れている。後に改心し、最終回では「ワクワク団」としてアイドル活動を行っていることが明かされた。
溝落 健二（みぞおち けんじ）
演 - 深水元基
毒毒団の団長。ネガティブジュエラーを生み出す毒毒団をまとめている。
根地替 女史（ねちがえ じょし）
演 - 鳥居みゆき
毒毒団の紅一点のメンバー。寝ているといつも首を寝違えてしまうおかっぱヘアーの魔女。
小村返 博士（こむらがえり はかせ）
演 - 冨浦智嗣
毒毒団のメンバーの博士で、使えない発明ばかり作っている。

### 町の人々

#### 一ノ瀬家
一ノ瀬 ミキ
演 - 三津谷葉子
カノンの母親。職業はケーキ職人。
一ノ瀬 永吉
演 - 出合正幸
カノンの父親。昔は友人とロックバンドを組んでいた。
一ノ瀬 ソラ
演 - 岡本拓真
カノンの弟。

#### 神咲家
神咲 征太郎
演 - 黄川田将也
マイの父親。世界的指揮者。
神咲 安祐美
演 - 舞羽美海
マイの母親。世界的ピアニストであったが、病没。

#### 橘家
橘 サダオ
演 - 佐藤蛾次郎
フウカの祖父。
橘 フミコ
演 - 榊原るみ
フウカの祖母。

#### 私立アンジー学園
私立アンジー学園は小等部から高等部まであり、カノンは小等部、マイ・フウカは中等部に通っている。
桜井 智樹
演 - 川岡大次郎
カノンのクラス担任。
栗原 リョウ
演 - 中川翼
カノンのクラスメイト。役者をやっている。
芹沢 ユンタ
演 - 笹原尚季
カノンのクラスメイト。
ルドルフ・レイン
演 - ナイトアンドリュー
カノンのクラスメイト。アカリの熱狂的なファン。
玉川 エリナ
演 - 須田琥珀
カノンのクラスメイト。

## ミラクルちゅーんず!の設定
カノン、マイ、フウカ、アカリ、ヒカリの5人組アイドルユニット「miracle2」は、音楽の国の妖精リズムズにより、アイドル戦士「ミラクルちゅーんず！」に変身する。
5人全員共通で、「ジュエルセット！」の掛け声でカノン・マイ・フウカは「ミラクルポッド」アカリ・ヒカリは「ミラクルブレス」に変身用のサウンドジュエル「アイドルジュエル」を装填し、「ライブスタート！」の掛け声で、それぞれ順番に、「コールミー○○(変身するメンバーの名前)！」の掛け声で、それぞれメンバーに沿った違ったダンスを踊りながら変身する。変身後は全員で「私たち、アイドル×戦士ミラクルちゅーんず！悪いハートをチューニング！！」と名乗ってポーズをとるようになる。その際の立ち位置は当初は向かって左からマイ・カノン・フウカの順に立ち、アカリとヒカリは加入後にヒカリはマイの隣に、アカリはフウカの隣に立つ。また変身後に別のサウンドジュエルを使用することでフォームチェンジし、敵に合わせて戦い方を変えることもできる。
変身後の基本的な流れは、敵をひるませたところで全員共通のダンスシーンとなり、このダンスによって放たれた必殺技「ミラクルチューンアップ」によって敵が浄化され元の人間に戻る。同時に体を乗っ取っていたネガティブジュエルが飛び出し、サウンドジュエルの状態に戻り回収される。(この際に、サウンドジュエルを変身アイテムにセットすることで、妖精がそのサウンドジュエルの情報を解説し、ミラクルちゅーんずは「○○ジュエル、ゲット！」と掛け声をあげている)

### 関連アイテム

#### ミラクルミラクル
ミラクルポッド
スマホの形状をした変身アイテム。 これにサウンドジュエルをセットする。
ミラクルタクト
前端部に天使の羽付きのト音記号のついたタクト型の武器アイテム。
これにサウンドジュエルをセットして、音楽のパワーをタクトに込めてから、「ミラクルチューンアップ」を放つ。

#### カリカリ
ミラクルブレス
ブレスの形状をした変身アイテム。
これにサウンドジュエルをセットする。
ミラクルタンバリン
タンバリン型の武器アイテム。相手の攻撃を防ぐことができる。ただし強敵の登場で破られることも多くなっている。

#### 共通
サウンドジュエルケース
サウンドジュエルを収納するためのケース。
クリスタルメロディボックス
ファイナルモードの変身に必要であり、クリスタルジュエルをセットすれば変身できる。サウンドジュエルケース同様サウンドジュエルを収納できる。
サウンドジュエルペンダント
アイドル戦士たちが普段から身に付けているペンダント。

### 必殺技
ミラクルチューンアップ！
マイたちがネガティブジュエラーからネガティブジュエルを追い出しサウンドジュエルに戻す（清める）際の決め台詞。「アンコールはお断り」と続く時も。
チューンアップされたネガティブジュエルから出てきたネガティブオーラは、♪の形をした大量のクジラのような生き物（正式名称不明）によって食べつくされる。
クリスタルチューンアップ！
ファイナルモードに変身したミラクルちゅーんず!の5人がネガティブジュエラーからネガティブジュエルを追い出しサウンドジュエルに戻す（清める）際の決め台詞。「ミラクルチューンアップ！」と同様「アンコールはお断り」と続く時も。

## 作中用語
サウンドジュエル
音楽の国に守られていた宝石。世界の平和を奏でる『祝福の歌』を必要とする宝物であるクリスタルメロディボックスの中に収められている。全部で48個ある。
ネガティブジュエル
魔王の力で変質したサウンドジュエル。このジュエルを拾ったり取り憑かれた人々は怪人「ネガティブジュエラー」となり、突如怒り出したり悪さをする他、「ネガティブオーラ」というオーラを周囲に振りまく。魔王はこのジュエルを使い『破滅の歌』を作り上げようとしている。
音楽の国
音楽の女神や妖精リズムズたちが住む世界。中心に位置する宮殿は雪だるまのような構造であり、頂上部には金色のト音記号が記されている。過去では魔王に支配されていたが魔王をチューンアップしたことにより魔力が消え、元の姿になった。

## スタッフ
- 原作 - タカラトミー、OLM
- 掲載 - ぷっちぐみ、ちゃお、幼稚園、めばえ（小学館）
- 総監督・監督 - 三池崇史
- 監督 - 山口義高、横井健司、西海謙一郎、倉橋龍介
- 企画 - 中野哲（タカラトミー）、阿比留一彦（電通）、奥野敏聡（OLM）、川崎由紀夫（テレビ東京）、久保雅一（小学館）、斎藤清美（ShoPro）、森広貴（LDH JAPAN）
- エグゼクティブプロデューサー - 鴻巣崇（タカラトミー）
- プロデューサー - 村松紗也子（テレビ東京）、遠藤哲哉（電通）、坂美佐子（OLM）
- 制作プロデューサー - 井上文雄、前田茂司（楽映舎）、奥野邦洋（第27話 - ）
- アソシエイトプロデューサー - 飯村太一、荒木めぐみ、大島満、廣部琢之（テレビ東京）、沢辺伸政、山田成彦→山守貴子、木島康
- プランニングマネージャー - 横山拓也、亀山公亮（途中から）、古市直彦、山田唯莉子（テレビ東京）、勝山健晴、箕浦綾子、田村絵梨奈
- コンセプトストーリー - 中村雅
- シリーズ構成・脚本 - 藤平久子
- 脚本 - 松井香奈、青木万央
- キャラクタースーパーバイザー - 前田勇弥
- ヘアメイクディレクション - 冨沢ノボル
- ダンス監修 - expg
- 音楽 - 遠藤浩二
- 音楽プロデューサー - 舩橋宗寛
- 音楽協力 - テレビ東京ミュージック
- 助監督 - 植木美帆→久保田博紀→平野勝利
- アクションコーディネーター - 高槻祐士
- 撮影 - 南秋寿
- 照明 - 渡部嘉→佐藤俊介
- 録音 - 土屋和之→治田敏秀、中村雅光
- 編集 - 真木和恵→目見田健（J.S.E）
- 現像所 - 東京現像所
- セットデザイナー - 坂本朗
- 美術 - 前田陽
- VFX・CG - OLM DIGITAL
  - VFXプロデューサー - 徳重実
  - VFXスーパーバイザー - 中島征隆
  - 協力スタジオ - AstroBros、トランジスタ・スタジオ、イマジナリーパワー、tsumiki、スピード、4Dブレイン、GIFT、AnnexDigital、Drawiz、コラット、神央薬品
- 衣装造型監修 - 石野大雅
- 技術協力 - 映広、ザ・チューブ
- ラインプロデューサー - 小松俊喜、青木智紀
- キャスティングプロデューサー - 杉野剛
- 制作協力 - 楽映舎
- 制作プロダクション - OLM TEAM MIIKE
- 製作 - テレビ東京、電通、OLM

## 楽曲

### 主題歌
| 使用箇所           | 曲名              | 作詞                        | 作曲                        | 編曲       | 歌                                | 使用話数 | 補足            |
| ------------------ | ----------------- | --------------------------- | --------------------------- | ---------- | --------------------------------- | -------- | --------------- |
| オープニングテーマ | Catch Me!         | PENGUINS PROJECT・Ryo-chang | PENGUINS PROJECT・Ryo-chang | CLARABELL  | miracle2 from ミラクルちゅーんず! | 1 - 26   | [ 注 4 ]        |
| オープニングテーマ | 天マデトドケ☆     | ichi                        | ichi/小高光太郎             | 小高光太郎 | miracle2 from ミラクルちゅーんず! | 27 - 51  |                 |
| エンディングテーマ | ハートのジュエル♡ | 岩見直明                    | 岩見直明                    | CLARABELL  | miracle2 from ミラクルちゅーんず! | 1 - 14   | [ 注 5 ] [ 12 ] |
| エンディングテーマ | JUMP!             | Kyota.                      | Kyota.                      | Kyota.     | miracle2 from ミラクルちゅーんず! | 15 - 26  |                 |
| エンディングテーマ | Happy             | 上田ゆう子                  | 石川陽泉                    | 石川陽泉   | miracle2 from ミラクルちゅーんず! | 27 - 40  |                 |
| エンディングテーマ | まわれ☆まわれ     | koshin                      | koshin                      | koshin     | miracle2 from ミラクルちゅーんず! | 41 - 51  |                 |

### 挿入歌
| 曲名          | 作詞                                   | 作曲                                   | 編曲      | 歌       | 話数           |
| ------------- | -------------------------------------- | -------------------------------------- | --------- | -------- | -------------- |
| パラレルWorld | 増谷賢                                 | 増谷賢                                 | 増谷賢    | カリカリ | 11、13、14、24 |
| KIRA☆TUNE     | 安楽謙一、Ryo-chang、久猫あむ、Ryo Ito | 安楽謙一、Ryo-chang、久猫あむ、Ryo Ito | Ryo-chang | カノン   | 43             |

## 放映リスト
2018年2月25日は『平昌オリンピック　フィギュアスケートエキシビション』のため休止。
ゲストキャラクター欄の斜体表記は、ネガティブジュエラーになったキャラクターおよびキャストのうちゲストではない者
| 放送日        | 話数 | サブタイトル                                | ゲストキャラクター                                | サウンドジュエル            | ネガティブジュエラー | 脚本     | 監督                                  |
| ------------- | ---- | ------------------------------------------- | ------------------------------------------------- | --------------------------- | -------------------- | -------- | ------------------------------------- |
| 2017年 4月2日 | 1    | 誕生!アイドル戦士 ミラクルちゅーんず!       | - 神楽坂静子（矢沢心） - 神楽坂アリス（吉岡千波） | バイオリン                  | ヒステリス           | 藤平久子 | 三池崇史                              |
| 4月9日        | 2    | 新たな戦士は天才ダンサー                    | - 岡田先生（浦井健治）                            | ピアノ                      | コエガレー           | 藤平久子 | 三池崇史                              |
| 4月16日       | 3    | ワクワク! アイドル活動始まる                | - 大武みどり（上地春奈）                          | サンバ                      | カタコリヤネン       | 藤平久子 | 倉橋龍介                              |
| 4月23日       | 4    | ドキドキ!デビューイベント                   | - 鳥飼愛子（宮本真希）                            | マンボ                      | ネコジター           | 松井香奈 | 倉橋龍介                              |
| 4月30日       | 5    | 届け私の思い! 大切な人に花束を              | - 野々原美咲 （冨手麻妙）                         | トランペット                | テアレギミー         | 松井香奈 | 西海謙一郎                            |
| 5月7日        | 6    | マイのトラブルクッキング                    | - 宇田川ヒトミ （松本来夢）                       | フルート                    | クビッタケー         | 松井香奈 | 西海謙一郎                            |
| 5月14日       | 7    | カノン、密着取材で大ピンチ！                | - 清水潔（徳井優）                                | フォーク                    | ホネオリゾン         | 青木万央 | 西海謙一郎                            |
| 5月21日       | 8    | 目指せ!オシャレアイドル                     | - 馬場樹（佐野和真）                              | ヒップホップ                | ネグセリン           | 藤平久子 | 西海謙一郎                            |
| 5月28日       | 9    | ヒップホップジュエルで チューンアップ！     | - パンさん（アフロ後藤） - ウサさん（高橋駿一）   | ロック                      | ヨーワン&ヨーツー    | 松井香奈 | 山口義高                              |
| 6月4日        | 10   | ロックジュエルでパパを救え！                | - 今本清太郎（角田晃広）                          | テクノ                      | ミミザワリー         | 松井香奈 | 山口義高                              |
| 6月11日       | 11   | ライバル登場！ テクノジュエルで未来を掴め！ | - ジュピター和夫（寿大聡）                        | レゲエ                      | センリガン           | 藤平久子 | 山口義高                              |
| 6月18日       | 12   | カリカリからライバル宣言                    | - 桜井智樹（川岡大次郎）                          | カスタネット                | スネカジリー         | 青木万央 | 山口義高                              |
| 6月25日       | 13   | 決戦へのプレリュード                        | - クリス前田（大澄賢也）                          | サルサ                      | タイシボー           | 青木万央 | 西海謙一郎                            |
| 7月2日        | 14   | 新たな戦士誕生！ 奇跡のハーモニー           | - 咲良綾香（松本若菜）                            | ワルツ                      | キキミミタテッチ     | 藤平久子 | 西海謙一郎                            |
| 7月9日        | 15   | 新生・ミラクルミラクルの記者会見            | - 氏田哲也（大堀こういち）                        | バラード                    | タベスギー           | 藤平久子 | 西海謙一郎                            |
| 7月16日       | 16   | 響け！ヒカリのタンバリン                    | - 音羽響樹（山本浩司）                            | マラカス                    | アノーテコノーテ     | 松井香奈 | 横井健司                              |
| 7月23日       | 17   | 新曲ライブで大パニック！                    | - 剛力強（小宮孝泰）                              | 演歌                        | コワオモテー         | 青木万央 | 西海謙一郎                            |
| 7月30日       | 18   | 演歌ジュエルでチューンアップ！              | - 深大寺あやめ（池谷のぶえ）                      | ホルン                      | ヤナギゴシー         | 青木万央 | 横井健司                              |
| 8月6日        | 19   | 花火大会で恋の予感!?                        | - 御金田望夫（有薗芳記） - 御金田好美（蜷川みほ） | ドラム                      | ワガモノガオーズ     | 松井香奈 | 横井健司                              |
| 8月13日       | 20   | お化けでドッキリ夏合宿                      | - 玄海（温水洋一）                                | パンク                      | ノドボトケー         | 青木万央 | 横井健司                              |
| 8月20日       | 21   | 爆笑!?お笑いオーディション                  | - バーバラ花子（諏訪太朗） - コジロー (大鶴佐助)  | ハーモニカ                  | クチビルプルルン     | 藤平久子 | 横井健司                              |
| 8月27日       | 22   | コジローさんを取り戻せ！                    | - 佐久間（津田寛治）                              | メタル                      | ホーフクゼットーカー | 藤平久子 | 横井健司                              |
| 9月3日        | 23   | まさか!?柚原さんが チューンアップ?          | - 小原成代 (井上佳子)                             | マーチング                  | ハラドッケー         | 松井香奈 | 西海謙一郎                            |
| 9月10日       | 24   | カノン、アートにめざめる！                  | - 羽黒比加草 (手塚とおる)                         | オカリナ                    | シンビガン           | 青木万央 | 西海謙一郎                            |
| 9月17日       | 25   | ママのケーキが大ピンチ！                    | - 佐藤甘美（七木奏音） - 夏目くるみ（大久保聡美） | オペラ                      | ムシバァ&サシバァ    | 松井香奈 | 西海謙一郎                            |
| 9月24日       | 26   | クリスタルメロディボックス復活！            | なし                                              | なし                        | なし                 | 藤平久子 | 西海謙一郎                            |
| 10月1日       | 27   | 取り戻せ！5つのクリスタルジュエル           | - 鈴原雪江（雛形あきこ）                          | タンゴ                      | ウデキキコックン     | 藤平久子 | 横井健司                              |
| 10月8日       | 28   | さらば、毒毒団！ 新たな敵の登場             | - 陣野(菅登未男)                                  | クリスタル（マイ）          | ジンゾー             | 藤平久子 | 横井健司                              |
| 10月15日      | 29   | ヒカリ、山ガールで大ピンチ！                | - 菅野（波岡一喜）                                | クリスタル（ヒカリ）        | カンゾー             | 松井香奈 | 倉橋龍介                              |
| 10月22日      | 30   | 港で演歌 So cool！                          | - 魚住（黒石高大）                                | クリスタル（アカリ）        | スイゾー             | 松井香奈 | 横井健司                              |
| 10月29日      | 31   | 最後のクリスタルジュエル                    | - 日置建造（篠宮暁） - 新藤誠三（高松新一）       | クリスタル（カノン&フウカ） | ヒゾー&シンゾー ↓ W  | 青木万央 | 倉橋龍介                              |
| 11月5日       | 32   | 5つの力！ クリスタルチューンアップ          | - ウノー（把瑠都）                                | （なし）                    | ウノー               | 青木万央 | 倉橋龍介                              |
| 11月12日      | 33   | 大ピンチ！ ファイナルモードに変身できない？ | - サノー（把瑠都）                                | （なし）                    | サノー               | 藤平久子 | 倉橋龍介                              |
| 11月19日      | 34   | カノンにサプライズ大作戦！                  | なし                                              | なし                        | なし                 | 藤平久子 | 横井健司                              |
| 11月26日      | 35   | 復活、帰ってきた毒毒団！                    | - 本宮武蔵（四方堂亘）                            | たいこ                      | フトコロガッタナー   | 松井香奈 | 横井健司                              |
| 12月3日       | 36   | 雪江さんは大女優!?                          | - 姫永ルリ子（雛形あきこ）                        | クラシック                  | ナキボクロー         | 松井香奈 | 横井健司                              |
| 12月10日      | 37   | ダンスバトルでチューンアップ！              | - 伊豆踊子（キンタロー。）                        | フラメンコ                  | チドリアシー         | 青木万央 | 西海謙一郎                            |
| 12月17日      | 38   | 守れ！みんなのクリスマス                    | - 遠井大吉（渡辺哲）                              | ハンドベル                  | ヨクノカワツッパリー | 青木万央 | 西海謙一郎                            |
| 12月23日      | 39   | 心を満たすクリスタルチューンアップ！        | なし                                              | なし                        | なし                 | 青木万央 | 西海謙一郎                            |
| 12月24日      | 40   | アイドル戦士テストに挑戦！                  | なし                                              | なし                        | なし                 | 青木万央 | 倉橋龍介                              |
| 2018年 1月7日 | 41   | 魔王登場！最大のピンチ！                    | なし                                              | なし                        | なし                 | 藤平久子 | 倉橋龍介                              |
| 1月14日       | 42   | 決戦！マネージャーVSマネージャー!?          | - 塩見守（前野朋哉）                              | ジャズ                      | ドクゼッツー         | 青木万央 | 倉橋龍介                              |
| 1月21日       | 43   | 取り戻せ！5人のハーモニー                   | - 二宮キリコ（天野柚希）                          | ポップ                      | マユツバモン         | 青木万央 | 山口義高                              |
| 1月28日       | 44   | フウカ、ダンスでアメリカデビュー!?          | - 堀越アン（バービー）                            | ボサノヴァ                  | ヘラズグチー         | 青木万央 | 山口義高                              |
| 2月4日        | 45   | マイのスイートバレンタイン                  | - 馬井チヨコ（おのののか）                        | チェロ                      | ムネキュンキュン     | 松井香奈 | 横井健司                              |
| 2月11日       | 46   | オーノー！仲良し姉妹の大ゲンカ              | - 種井マキコ（富山えり子）                        | トライアングル              | ダイコンアッシー     | 松井香奈 | 横井健司                              |
| 2月18日       | 47   | 目指せアイドル世界一！                      | - デラックス毒毒団                                | なし                        | なし                 | 藤平久子 | 横井健司                              |
| 3月4日        | 48   | 完成！毒毒団の最終兵器                      | なし                                              | なし                        | なし                 | 松井香奈 | 西海謙一郎                            |
| 3月11日       | 49   | いざ！アイドルバトルで最終決戦              | - 魔王（ジェームス・ジラユ）                      | なし                        | なし                 | 藤平久子 | 山口義高                              |
| 3月18日       | 50   | 響け！奇跡のハーモニー                      | - 魔王（ジェームス・ジラユ）                      | なし                        | なし                 | 藤平久子 | 山口義高 横井健司 西海謙一郎 倉橋龍介 |
| 3月25日       | 51   | ミラクルちゅーんず！は永遠に                | なし                                              | なし                        | なし                 | 藤平久子 | 山口義高                              |

## 放送局

### 日本国内での放送
| 放送期間 | 放送時間           | 放送局             | 対象地域       | 備考   |
| --- | ------------------ | ------------------ | -------------- | ------ |
| 2017年4月2日 - 2018年3月25日                                                                                      | 日曜 10:30 - 11:00 | テレビ東京         | 関東広域圏     | 製作局 |
| |                    | テレビ北海道       | 北海道         |        |
| |                    | テレビ愛知         | 愛知県         |        |
| |                    | テレビ大阪         | 大阪府         |        |
| |                    | テレビせとうち     | 岡山県・香川県 |        |
| |                    | TVQ九州放送        | 福岡県         |        |
| 2017年7月24日 - 2018年7月16日                                                                                     | 月曜 19:00 - 19:30 | キッズステーション | 日本国内       | CS放送 |
| 2017年10月3日 - 2018年4月3日                                                                                      | 火曜 17:00 - 17:29 | BSジャパン         | 日本全域       | BS放送 |
| テレビ東京系列の地上波6局のみ字幕放送対応。同時ネット局も含め特番編成などにより放送時間が変更される場合があった。 |                    |                    |                |        |

| 配信期間                     | 配信時間        | 配信サイト       | 備考                            |
| ---------------------------- | --------------- | ---------------- | ------------------------------- |
| 2017年4月3日 - 2018年3月31日 | 月曜 12:00 更新 | あにてれしあたー | 有料配信 第1話・最新話1週間無料 |

### 日本国外での放送
タイのチャンネル3SDチャンネル28『WAKUWAKU JAPAN HOUR』内で5月14日から毎週日曜日午前10時（タイ時間）からタイ語吹替で放送されていたが、編成の都合上で2018年3月で打ち切り。ただしジラユの出演シーンは日本語でそのまま放送し、タイ語字幕で対応されていた。
韓国では『미라클멜로디!（ミラクルメロディー！）』というタイトルで2018年3月21日からトゥーニバースにて放送中。関連商品は原作と同じタカラトミーではなく、アカデミー科学より発売。

### 欧州版
欧州版は前述の通り、リメイクで制作され、2018年秋にShowlab制作・Boingチャンネルで放送される予定。舞台はスペイン・バレンシア。総監督はロベルト・チェンチが担当。玩具はGiochi Preziosiより発売予定。イタリアだけでなく、スペイン・ポルトガル・ドイツ・イギリス・フランスなどでも放送されることが検討されている。

## 特別番組
メイク ア ミラクル〜ミラクルちゅーんず！ができるまで〜
2017年9月1日の7:30 - 8:00にテレビ東京系列にて放送された特別番組。番組ではテレビドラマ主役オーディションの模様からちゃおちゃおTV！では公開されなかったアカリとヒカリの素顔、メイキング映像を中心に放送された。ナレーションは志摩淳。

## 関連商品

### 漫画
いずれも小学館が発行する雑誌で連載。
ちゃお 版
『アイドル×戦士 ミラクルちゅーんず! 〜キラキラフィーバー☆LIVE〜』 - 『ちゃお』、2017年5月号（4月3日発売） - 2018年2月号。作画は小倉あすか。
ぷっちぐみ 版
『アイドル×戦士 ミラクルちゅーんず! 〜ゆめのハーモニー〜』 - 『ぷっちぐみ』、2017年5月号（4月15日発売） - 2018年4月号。作画はハラミユウキ。

### 小説
- 松井香奈/三池崇史『アイドル×戦士 ミラクルちゅーんず!』（小学館ジュニア文庫、2017年3月24日、ISBN 978-4-09-231155-8）

本編第1話から4話までのストーリーを小説のために松井が再構成している。

### DVD-BOX
| 巻 | 発売日        | 収録話          | 規格品番   | 初回特典                                                |
| -- | ------------- | --------------- | ---------- | ------------------------------------------------------- |
| 1  | 2018年1月24日 | 第1話 - 第15話  | ZMSZ-11861 | ミラクルミルフィーカード（カノン） シークレットジュエル |
| 2  | 2018年5月25日 | 第16話 - 第35話 | ZMSZ-12152 | ジャケットアクリルスタンドミニ（カノン・マイ・フウカ）  |
| 3  | 2018年8月24日 | 第36話 - 第51話 | ZMSZ-12393 | ジャケットアクリルスタンドミニ（アカリ・ヒカリ）        |

### コンピュータゲーム
ミラクルちゅーんず！ゲームでチューンアップ！だプン！
ニンテンドー3DS用ゲームソフトとして、フリューより2017年11月9日にパッケージ版・ダウンロード版とともに発売。

## ゲスト出演

### ドラマ
『魔法×戦士 マジマジョピュアーズ!』 第6話
一ノ瀬カノン - 内田亜紗香
神咲マイ - 足立涼夏
橘フウカ - 小田柚葉
白鳥アカリ - 薄倉里奈
白鳥ヒカリ - 西山未桜
『魔法×戦士 マジマジョピュアーズ!』 第16話
コジロー - 大鶴佐助
『ポリス×戦士 ラブパトリーナ!』 第43話
橘フウカ - 小田柚葉
『ビッ友×戦士 キラメキパワーズ!』 第31話
橘フウカ - 小田柚葉

### 映画
『劇場版 ひみつ×戦士 ファントミラージュ！ 〜映画になってちょーだいします〜』
2020年7月23日公開。
『 劇場版 ポリス×戦士 ラブパトリーナ！〜怪盗からの挑戦！ ラブでパパッとタイホせよ！〜』
2021年4月29日公開。いずれも橘フウカ役の小田柚葉がゲスト出演。

## アイドルグループ『miracle²』
本番組のために結成されたアイドルユニット。主題歌の歌唱のほかに、全国各地で開催のイベントに参加した。本編では（設定上）ラズベリーミュージック所属だが、所属レーベルはテレビドラマ主役オーディションで協力したソニー・ミュージック。メンバー5人はEXPG STUDIOの生徒である。2018年3月のスペシャルライブをもって「音楽の国」に行くことになり解散した。ただしCDのリリースはその後も継続された。

### 活動終了後
・小田柚葉は2019年3月29日からGirls²のメンバーとして活動している。
・薄倉里奈は2021年2月にインキュベーションへの所属を発表。現在はモデルとして活動している。

### メンバー
- 神咲マイ（足立涼夏）
- 一ノ瀬カノン（内田亜紗香）
- 橘フウカ（小田柚葉）
- 白鳥アカリ（薄倉里奈）
- 白鳥ヒカリ（西山未桜）

### ディスコグラフィ
|            | 発売日         | タイトル                               | 規格品番            | 規格品番   | 規格品番                      |
| 初回限定盤 | 発売日         | タイトル                               | 通常盤              | 期間限定盤 |                               |
| ---------- | -------------- | -------------------------------------- | ------------------- | ---------- | ----------------------------- |
| 1st        | 2017年6月21日  | Catch Me!                              | AICL-3370 AICL-3371 | AICL-3372  | AICL-3373 AICL-3374 AICL-3375 |
| 2nd        | 2017年9月27日  | JUMP!                                  | AICL-3396 AICL-3397 | AICL-3398  | -                             |
| 3rd        | 2017年12月20日 | 天マデトドケ☆                          | AICL-3446 AICL-3447 | AICL-3448  | -                             |
| アルバム   | 2018年2月14日  | MIRACLE✩BEST -Complete miracle2 Songs- |                     |            |                               |

### イベント
- 「アイドル×戦士 ミラクルちゅーんず!」デビューイベント
  - 2016年8月21日、パシフィコ横浜で開催された「ちゃおサマーフェスティバル2016」（以下ちゃおサマフェスと略）で開催。
- 「アイドル×戦士 ミラクルちゅーんず!」第1話先行試写会
  - 2017年3月20日、浜離宮朝日ホールで第1話の先行試写会を事前応募の中から抽選で300人を招いて開催。主演3人による主題歌および決め技ダンスを披露した。
- 「アイドル×戦士 ミラクルちゅーんず!」パフォーマンスショー&「Catch Me!」リリースイベント
  - 2017年5月から6月に梅田、東浦、札幌、土浦、東京、名古屋、福津、西宮、あべの、幕張で開催。なお梅田はパフォーマンスショーのみ、土浦と名古屋、西宮、あべの、幕張ではリリースイベントのみ実施。またこれとは別に6月1日、東京おもちゃショーにて新メンバー（アカリ・ヒカリ）お披露目ステージが開催され、同4日のパブリックデーにもパフォーマンスショーを開催した。8月19日、ちゃおサマフェス（パシフィコ横浜）に出演。9月にはタイ・バンコクでのジャパンエキスポインタイランド（サイアムパラゴン）に出演。また10月22日にはサンリオピューロランド「こすぷれふぇすた8」にも出演。12月27日も同所でライブイベントを実施
- 「JUMP!」リリースイベント
  - 2017年9月から10月に木曽川、高崎、越谷、東京、西宮、佐賀、筑紫野で開催。
- 「天マデトドケ☆」リリースイベント
  - 2017年10月から12月に昭島、横浜、金山、柏、倉敷、土浦、立川、あべの、木曽川、北九州、大牟田、与野などで開催。
- 「第3回ナカGフェス」
  - 10月19日に新宿ReNYで開催。共演はつばきファクトリー、東京女子流、RYUTist
- 「MIRACLE☆BEST - Complete miracle2 Songs -」リリースイベント
  - 2018年1月から2月に泉南、高崎、久喜、立川、名古屋、守山、佐賀、福岡、平塚、相模原、柏、西宮、東京などで開催。
- 「アイドル×戦士 ミラクルちゅーんず!」シークレットイベント
  - 2018年3月21日、ニッショーホールでミラクルちゅーんず関連おもちゃ購入者の中から抽選で500組1000人（2回公演）を招いて開催。
- 『miracle² SPECIAL LIVE』
  - 2018年3月に東名阪のZeppで各2回公演。東京公演はmagical²との共演があり、その模様は『愛について♡』期間限定盤に収録。

### その他
2018年3月4日放送NHK総合『シブヤノオト』に、テレビ東京以外の番組で唯一出演。